# Золередер, Ханс
Ханс Зо́лередер (нем. Hans Solereder; 1860—1920) — немецкий ботаник, по большей части фитоморфолог.

## Биография
Ханс Золередер родился в Мюнхене 11 сентября 1860 года. Учился в Мюнхенском университете, в 1885 году получил там степень доктора философии. Последующие пять лет работал ассистентом в Мюнхенском ботаническом институте. В 1888 году прошёл хабилитацию.
С 1890 по 1901 Золередер был куратором Мюнхенского ботанического института. В 1899 году он был назначен экстраординарным профессором Эрлангенского университета, с 1901 года до своей смерти работал профессором ботаники и директором Эрлангенского ботанического сада.
Золередер проводил обработку семейств Кирказоновые и Логаниевые для фундаментальной монографии Die natürlichen Pflanzenfamilien А. Энглера и К. Прантля.
В 1899 году Золередер опубликовал книгу «Systematische Anatomie der Dicotyledonen» — первую в истории работу, описывающую анатомию систем органов растений различных семейств двудольных. Аналогичную работу по однодольным он издать не успел, она была выпущена Фрицем Юргеном Мейером в 1928—1933.
Ханс Золередер скончался 8 ноября 1920 года. Образцы лишайников, собранные им во время путешествия в Калифорнию, хранятся в Мюнхенском университете.

## Некоторые научные публикации
- Solereder, H. Über den systematischen Wert der Holzstructur bei den Dicotyledonen. — München, 1885. — 264 p.
- Solereder, H. Systematische Anatomie der Dicotyledonen. — Stuttgart, 1898—1899. — 984 p.
- Solereder, H.; Meyer, F.J. Systematische Anatomie der Monokotyledonen. — Berlin, 1928—1933.

## Виды растений, названные в честь Х. Золередера
- Strychnos solerederi Gilg, 1898
- Trichoglottis solerederi Kraenzl., 1910